# Campeonato Mundial de Futsal de 2003 (AMF)
La octava edición del Campeonato Mundial de Futsal de la AMF se disputó en Paraguay en el año 2003 cabe mencionar que fue la primera edición realizada por la AMF que reemplazó definitivamente a la FIFUSA, en este certamen intervinieron 20 selecciones nacionales.
Al final del torneo el dominio fue plenamente sudamericano el local Paraguay se llevó el título por segunda vez en la historia y Colombia, Bolivia y Perú completaron el cuadro de honor.

## Antecedentes

### Desaparición de la FIFUSA
A mediados del 2002 la FIFUSA desaparece en su totalidad ya que la PANAFUTSAL había absorbido toda la organización en el año 1990 y la FIFUSA era solo el logo y marca de la confederación mundial. Luego de terminarse el mundial del 2000 en Bolivia ese fue su último torneo mundialista. 

### Fundación de la AMF
Rolando Alarcón Rios es escogido nuevo presidente de la reciente fundada AMF en el 2002 con el apoyo de 16 federaciones y las 12 ligas disidentes de la fifa que se transformaron en unas 28 organizaciones. La AMF  surgió para seguir y mantener vivo e intacto el legado de la FIFUSA.

## Equipos participantes
En cursiva, los equipos debutantes.
En negrita, el equipo anfitrión.
| Confederación                                                    | Selección                       | Clasificación      |
| ---------------------------------------------------------------- | ------------------------------- | ------------------ |
| CSFS (Sudamérica) (7 cupos)                                      | Paraguay                        | (Anfitrión)        |
| CSFS (Sudamérica) (7 cupos)                                      | Colombia                        | (Campeón) 2000     |
| CSFS (Sudamérica) (7 cupos)                                      | Bolivia                         | (Subcampeón) 2000  |
| CSFS (Sudamérica) (7 cupos)                                      | Argentina                       | (3.er Puesto) 2000 |
| CSFS (Sudamérica) (7 cupos)                                      | Brasil                          |                    |
| CSFS (Sudamérica) (7 cupos)                                      | Ecuador                         |                    |
| CSFS (Sudamérica) (7 cupos)                                      | Perú                            |                    |
| UEFS (Europa) (8 cupos)                                          | Rusia                           | (4.to Puesto) 2000 |
| UEFS (Europa) (8 cupos)                                          | Bélgica                         |                    |
| UEFS (Europa) (8 cupos)                                          | Bielorrusia                     |                    |
| UEFS (Europa) (8 cupos)                                          | España                          |                    |
| UEFS (Europa) (8 cupos)                                          | Italia                          |                    |
| UEFS (Europa) (8 cupos)                                          | Noruega                         |                    |
| UEFS (Europa) (8 cupos)                                          | República Checa                 |                    |
| UEFS (Europa) (8 cupos)                                          | Ucrania                         |                    |
| CONCACFUTSAL (Norteamérica, Centroamérica y El Caribe) (3 cupos) | Antillas Neerlandesas           |                    |
| CONCACFUTSAL (Norteamérica, Centroamérica y El Caribe) (3 cupos) | Canadá                          |                    |
| CONCACFUTSAL (Norteamérica, Centroamérica y El Caribe) (3 cupos) | Costa Rica                      |                    |
| CAFUSA (África) (1 cupo)                                         | República Democrática del Congo |                    |
| OFC (Oceanía) (1 cupo)                                           | Australia                       |                    |

## Sistema de juego
En la primera fase, los 20 equipos se dividieron en cinco grupos de cuatro equipos. Los líderes de cada grupo avanzarán a la siguiente ronda con los tres mejores segundos en los cuartos de final de eliminación directa. Los vencedores de estas llaves conformarán un cuadrangular final y ganará el título mundial el equipo que consiga más puntos en las tres fechas del cuadrangular.

## Primera fase

### Grupo A
| Grupo A   | Pts | J | G | E | P | GF | GC | Dif |
| --------- | --- | - | - | - | - | -- | -- | --- |
| Paraguay  | 6   | 3 | 3 | 0 | 0 | 27 | 3  | +24 |
| Perú      | 4   | 3 | 2 | 0 | 1 | 17 | 10 | +7  |
| Bélgica   | 2   | 3 | 1 | 0 | 2 | 10 | 17 | -7  |
| Australia | 0   | 3 | 0 | 0 | 3 | 5  | 29 | -24 |

| 2003 | Bélgica | 7:5 | Australia |  |  |

| 2003 | Paraguay | 8:2 | Perú |  |  |

| 2003 | Perú | 7:0 | Australia |  |  |

| 2003 | Paraguay | 4:1 | Bélgica |  |  |

| 2003 | Perú | 8:2 | Bélgica |  |  |

| 2003 | Paraguay | 15:0 | Australia |  |  |

### Grupo B
| Grupo B                         | Pts | J | G | E | P | GF | GC | Dif |
| ------------------------------- | --- | - | - | - | - | -- | -- | --- |
| Bolivia                         | 5   | 3 | 2 | 1 | 0 | 23 | 5  | +18 |
| Brasil                          | 5   | 3 | 2 | 1 | 0 | 17 | 2  | +15 |
| Costa Rica                      | 2   | 3 | 1 | 0 | 2 | 15 | 9  | +6  |
| República Democrática del Congo | 0   | 3 | 0 | 0 | 3 | 2  | 41 | -39 |

| 2003 | Brasil | 8:0 | República Democrática del Congo |  |  |

| 2003 | Bolivia | 2:1 | Costa Rica |  |  |

| 2003 | Brasil | 7:0 | Costa Rica |  |  |

| 2003 | Bolivia | 19:2 | República Democrática del Congo |  |  |

| 2003 | Costa Rica | 14:0 | República Democrática del Congo |  |  |

| 2003 | Bolivia | 2:2 | Brasil |  |  |

### Grupo C
| Grupo C               | Pts | J | G | E | P | GF | GC | Dif |
| --------------------- | --- | - | - | - | - | -- | -- | --- |
| Rusia                 | 6   | 3 | 3 | 0 | 0 | 30 | 9  | +21 |
| España                | 4   | 3 | 2 | 0 | 1 | 16 | 10 | +6  |
| Antillas Neerlandesas | 2   | 3 | 1 | 0 | 2 | 12 | 21 | -9  |
| Italia                | 0   | 3 | 0 | 0 | 3 | 12 | 30 | -18 |

| 2003 | España | 8:2 | Italia |  |  |

| 2003 | Rusia | 12:0 | Antillas Neerlandesas |  |  |

| 2003 | España | 5:2 | Antillas Neerlandesas |  |  |

| 2003 | Rusia | 12:6 | Italia |  |  |

| 2003 | Antillas Neerlandesas | 10:4 | Italia |  |  |

| 2003 | Rusia | 6:3 | España |  |  |

### Grupo D
| Grupo D         | Pts | J | G | E | P | GF | GC | Dif |
| --------------- | --- | - | - | - | - | -- | -- | --- |
| Colombia        | 6   | 3 | 3 | 0 | 0 | 23 | 5  | +18 |
| República Checa | 4   | 3 | 2 | 0 | 1 | 13 | 10 | +3  |
| Ecuador         | 2   | 3 | 1 | 0 | 2 | 12 | 15 | -3  |
| Bielorrusia     | 0   | 3 | 0 | 0 | 3 | 8  | 26 | -18 |

| 2003 | República Checa | 6:2 | Bielorrusia |  |  |

| 2003 | Colombia | 5:2 | Ecuador |  |  |

| 2003 | República Checa | 7:2 | Ecuador |  |  |

| 2003 | Colombia | 12:3 | Bielorrusia |  |  |

| 2003 | Ecuador | 8:3 | Bielorrusia |  |  |

| 2003 | Colombia | 6:0 | República Checa |  |  |

### Grupo E
| Grupo E   | Pts | J | G | E | P | GF | GC | Dif |
| --------- | --- | - | - | - | - | -- | -- | --- |
| Argentina | 6   | 3 | 3 | 0 | 0 | 24 | 4  | +20 |
| Ucrania   | 4   | 3 | 2 | 0 | 1 | 10 | 9  | +1  |
| Noruega   | 2   | 3 | 1 | 0 | 2 | 9  | 18 | -9  |
| Canadá    | 0   | 3 | 0 | 0 | 3 | 8  | 20 | -12 |

| 2003 | Ucrania | 6:2 | Canadá |  |  |

| 2003 | Argentina | 10:2 | Noruega |  |  |

| 2003 | Ucrania | 3:0 | Noruega |  |  |

| 2003 | Argentina | 7:1 | Canadá |  |  |

| 2003 | Noruega | 7:5 | Canadá |  |  |

| 2003 | Argentina | 7:1 | Ucrania |  |  |

## Mejores segundos
| Segundos        | Pts | J | G | E | P | GF | GC | Dif |
| --------------- | --- | - | - | - | - | -- | -- | --- |
| Brasil          | 5   | 3 | 2 | 1 | 0 | 17 | 2  | +15 |
| Perú            | 4   | 3 | 2 | 0 | 1 | 17 | 10 | +7  |
| España          | 4   | 3 | 2 | 0 | 1 | 16 | 10 | +6  |
| República Checa | 4   | 3 | 2 | 0 | 1 | 13 | 10 | +3  |
| Ucrania         | 4   | 3 | 2 | 0 | 1 | 10 | 9  | +1  |

## Cuartos de final

### Primera llave
|  | Cuartos de final |   |
|  |                  |   |
|  | 16 de julio      |   |
|  |                  |   |
|  | Paraguay         | 5 |
|  | Paraguay         | 5 |
|  | España           | 3 |
|  | España           | 3 |

### Segunda llave
|  | Cuartos de final |   |
|  |                  |   |
|  | 16 de julio      |   |
|  |                  |   |
|  | Rusia            | 3 |
|  | Rusia            | 3 |
|  | Colombia         | 4 |
|  | Colombia         | 4 |

### Tercera llave
|  | Cuartos de final |   |
|  |                  |   |
|  | 16 de julio      |   |
|  |                  |   |
|  | Bolivia          | 4 |
|  | Bolivia          | 4 |
|  | Brasil           | 3 |
|  | Brasil           | 3 |

### Cuarta llave
|  | Cuartos de final |   |
|  |                  |   |
|  | 16 de julio      |   |
|  |                  |   |
|  | Argentina        | 2 |
|  | Argentina        | 2 |
|  | Perú             | 8 |
|  | Perú             | 8 |

### Partidos
| 2003 | Paraguay | 5:3 | España |  |  |

| 2003 | Rusia | 3:4 | Colombia |  |  |

| 2003 | Bolivia | 4:3 | Brasil |  |  |

| 2003 | Argentina | 2:8 | Perú |  |  |

## Cuadrangular final
| Pos. | Equipo   | Pts | J | G | E | P | GF | GC | Dif |
| ---- | -------- | --- | - | - | - | - | -- | -- | --- |
| 1.   | Paraguay | 6   | 3 | 3 | 0 | 0 | 14 | 8  | +6  |
| 2.   | Colombia | 3   | 3 | 1 | 1 | 1 | 13 | 11 | +2  |
| 3.   | Bolivia  | 2   | 3 | 1 | 0 | 2 | 9  | 13 | -4  |
| 4.   | Perú     | 1   | 3 | 0 | 1 | 2 | 6  | 10 | -4  |

| 24 de noviembre de 2003 | Colombia | 7:4 | Bolivia |  |  |
| 21:00                   |          |     |         |  |  |

| 24 de noviembre de 2003 | Paraguay | 4:3 | Perú |  |  |
| 23:00                   |          |     |      |  |  |

| 25 de noviembre de 2003 | Colombia | 2:2 | Perú |  |  |
| 21:00                   |          |     |      |  |  |

| 25 de noviembre de 2003 | Paraguay | 5:1 | Bolivia |  |  |
| 23:00                   |          |     |         |  |  |

| 26 de noviembre de 2003 | Bolivia | 4:1 | Perú |  |  |
| 21:00                   |         |     |      |  |  |

| 26 de noviembre de 2003 | Paraguay | 5:4 (4:1) | Colombia | Polideportivo del Club Sol de América, Encarnación |  |
| 23:00                   |          | Reporte   |          |                                                    |  |

|                              |
| Bandera de Paraguay          |
| Campeón Paraguay 2.do Título |

## Tabla general
| Pos. | Equipo                          | Pts | J | G | E | P | GF | GC | Dif. | Rend.  |
| ---- | ------------------------------- | --- | - | - | - | - | -- | -- | ---- | ------ |
| 1    | Paraguay                        | 14  | 7 | 7 | 0 | 0 | 46 | 14 | +32  | 100%   |
| 2    | Colombia                        | 11  | 7 | 5 | 1 | 1 | 40 | 19 | +21  | 78,57% |
| 3    | Bolivia                         | 9   | 7 | 4 | 1 | 2 | 36 | 21 | +15  | 64,28% |
| 4    | Perú                            | 7   | 7 | 3 | 1 | 3 | 31 | 22 | +9   | 50%    |
| 5    | Rusia                           | 6   | 4 | 3 | 0 | 1 | 33 | 13 | +20  | 75%    |
| 6    | Argentina                       | 6   | 4 | 3 | 0 | 1 | 26 | 12 | +14  | 75%    |
| 7    | Brasil                          | 5   | 4 | 2 | 1 | 1 | 20 | 6  | +14  | 62,5%  |
| 8    | España                          | 4   | 4 | 2 | 0 | 2 | 19 | 15 | +4   | 50%    |
| 9    | República Checa                 | 4   | 3 | 2 | 0 | 1 | 13 | 10 | +3   | 66,6%  |
| 10   | Ucrania                         | 4   | 3 | 2 | 0 | 1 | 10 | 9  | +1   | 66,6%  |
| 11   | Costa Rica                      | 2   | 3 | 1 | 0 | 2 | 15 | 9  | +6   | 33,3%  |
| 12   | Ecuador                         | 2   | 3 | 1 | 0 | 2 | 12 | 15 | -3   | 33,3%  |
| 13   | Bélgica                         | 2   | 3 | 1 | 0 | 2 | 10 | 17 | -7   | 33,3%  |
| 14   | Antillas Neerlandesas           | 2   | 3 | 1 | 0 | 2 | 12 | 21 | -9   | 33,3%  |
| 15   | Noruega                         | 2   | 3 | 1 | 0 | 2 | 9  | 18 | -9   | 33,3%  |
| 16   | Canadá                          | 0   | 3 | 0 | 0 | 3 | 8  | 20 | -12  | 0%     |
| 17   | Italia                          | 0   | 3 | 0 | 0 | 3 | 12 | 30 | -18  | 0%     |
| 18   | Bielorrusia                     | 0   | 3 | 0 | 0 | 3 | 8  | 26 | -18  | 0%     |
| 19   | Australia                       | 0   | 3 | 0 | 0 | 3 | 5  | 29 | -24  | 0%     |
| 20   | República Democrática del Congo | 0   | 3 | 0 | 0 | 3 | 2  | 41 | -39  | 0%     |